# László Teleki von Szék der Jüngere

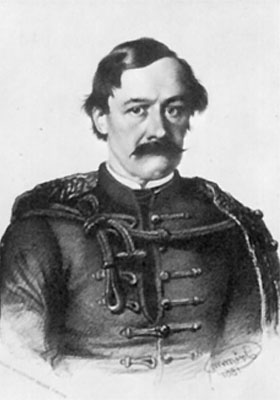
László Teleki von Szék

Graf László Teleki von Szék der Jüngere (auch Ladislaus Teleki genannt; * 11. Februar 1811 in Pest; † 7. Mai 1861 ebenda) war ein österreichisch-ungarischer Politiker und Schriftsteller.

## Leben
László Teleki von Szék der Jüngere entstammte dem ungarischen Adelsgeschlecht Teleki und war ein Sohn von Graf László Teleki von Szék dem Älteren (1764–1821) aus dessen zweiter Ehe mit Johanna geb. Freiin von Mészáros. Nach dem Tod seines Vaters 1821 wurde er von seinem älteren Halbbruder József Teleki (1790–1855) erzogen. Seine frühe Ausbildung erhielt er als Privatschüler. Er studierte von 1828 bis 1830 Jurisprudenz und Staatswissenschaften am reformierten Kollegium in Sárospatak. Daraufhin arbeitete er u. a. bei der ungarischen Hofkanzlei in Wien. Während der in den Jahren von 1833 bis 1836 unternommenen Auslandsreisen, auf denen er nach Deutschland, Holland, England und Frankreich kam, besuchte er auch zwecks Komplettierung seines Studiums die Universität Berlin. Nach Ungarn zurückgekehrt wurde er 1837 vom Fogarascher Distrikt als Abgeordneten in den Siebenbürgischen Landtag gewählt, wo er 1839 und 1842 einen Sitz einnahm. 1843 trat er als Magnat in das Oberhaus des Ungarischen Reichstags in Pressburg ein und näherte sich sogleich den Führern der liberalen Partei, insbesondere Ferenc Deák und Lajos Kossuth. Er stellte sich mit dem Grafen Lajos Batthyány an die Spitze der Magnatenopposition und kämpfte für die bürgerliche Umwälzung. 1844 wurde er ordentliches Mitglied der Ungarischen Akademie der Wissenschaften und im Oktober des gleichen Jahres Vizepräsident des von Kossuth errichteten „Schutzvereins“ (Védegylet). 1845 erreichte er seine Wahl zum Präsidenten des Pester Kreises, der ersten Organisation der liberalen Opposition. Zusammen mit Batthyány forderte er auf dem letzten ständischen Landtag die unverzügliche Verwirklichung der Reformagenda.
Nach der Märzrevolution von 1848 wählte das Pester Komitat Teleki als zweiten Abgeordneten des ungarischen Landtags. Er etablierte sich als Anführer einer radikalen Gruppierung, die die Politik des damals noch den Habsburgern zugetanen und liberalen Kabinetts Batthyány angriff und eine energische Haltung gegenüber dem Wiener Hof verlangte. Ferner bemühte er sich um die Aufstellung von selbständigen ungarischen Streitkräften. Dagegen trat er für eine friedliche Lösung in Bezug auf die Frage des Verhaltens gegenüber den in Ungarn lebenden nichtmagyarischen Nationalitäten ein.
Ende August 1848 sandte das ungarische Ministerium Teleki in besonderer Mission nach Paris, um beim drohenden Ausbruch eines Kampfes zwischen Ungarn und Österreich dort die ungarischen Interessen zu vertreten. Zwar konnte er in der französischen Hauptstadt nicht die diplomatische Anerkennung Ungarns durchsetzen, hielt sich aber trotzdem weiterhin dort auf, um den Belangen seines Landes in Westeuropa auch ferner nachdrücklich Gehör zu verschaffen. Darüber hinaus wusste er ausländische Medien für die Anliegen der ungarischen Revolution zu interessieren. Im Mai 1849 empfahl er in einem an Kossuth adressierten – allerdings nicht aufgegriffenen – Bericht, Ungarn künftig als Föderation aller dort ansässigen Nationalitäten zu organisieren. Es sollte fortan Zentralgebiet einer neuen Donau-Konföderation sein und in dieser die Streitigkeiten der kleineren mittel- und osteuropäischen Völker ausgeräumt werden. Nach der Invasion der Russen und der Kapitulation Artúr Görgeis bei Világos (13. August 1849), womit der ungarische Unabhängigkeitskrieg im Wesentlichen niedergeschlagen war, protestierte Teleki im Namen Ungarns gegen die Maßnahmen Österreichs, besonders gegen die häufigen Exekutionen. Er wurde dafür von der Wiener Regierung selbst auf die Liste der Vierzig gesetzt, die in Abwesenheit  zum Tod verurteilt und in effigie gehängt wurden.
Ab 1851 lebte Teleki meist in der Schweiz und stand in stetigem Verkehr mit den ungarischen Emigranten. 1859 ging er beim Ausbruch des italienischen Kriegs nach Turin, um dort im Sinn der ungarischen Nationalpartei zu wirken. Als das österreichische Oktoberdiplom von 1860 (Verleihung einer Verfassung) erschien, versuchte Teleki sogleich auch dieses Ereignis in diesem Sinn zu benutzen. Im November 1860 begab er sich mit einem englischen Pass versehen unter dem Falschnamen John Harrold nach Dresden, um sich dort mit der von ihm geliebten verwitweten Baronesse Auguszta Lipthay zu treffen. Er wurde aber in Dresden am 18. Dezember 1860 verhaftet und am folgenden 21. Dezember an das Landgericht in Wien ausgeliefert. Bis zum Neujahrstag 1861 blieb er im Arrest. Nach einer persönlichen Unterredung mit Kaiser Franz Joseph I. wurde er unter den drei Bedingungen amnestiert, dass er sich nicht mehr aus der österreichischen Monarchie entferne, seine Verbindung mit den auswärtigen Feinden der österreichischen Monarchie abbreche und sich vor der Hand jeder politischen Tätigkeit enthalte. Teleki nahm diese Bedingungen an und wurde daraufhin sofort freigelassen.
Bereits im April 1861 wurde Teleki jedoch vom Bezirk Abony wieder  als Abgeordneter in den ungarischen Landtag gewählt. Er lehnte Konzessionen gegenüber Wien ab und betrachtete die politische Situation von 1848 als Basis für neue Verhandlungen. In der Folge wurde er Führer der Beschlusspartei (Határozati Párt), die im Gegensatz zu der von Ferenc Deák geleiteten gemäßigteren Adresspartei (Felirati párt) die Rechtsgültigkeit der 1848er Gesetze durch einfachen Beschluss erklären wollte. Da die Mitglieder der Beschlusspartei aber keine Konzessionen gegenüber Angehörigen nichtmagyarischer Nationalitäten einräumen wollten, sah sich Teleki mit seiner kompromissbereiteren Einstellung isoliert. Er erschoss sich aus ungeklärten Motiven in der Nacht vom 7. zum 8. Mai 1861 in Pest; am folgenden Tag hätte eine bedeutende öffentliche Debatte mit Ferenc Deák über den Verfassungsrang des Kaisers am Programm gestanden. Die Bestattung des Grafen fand in sehr feierlicher Form statt, und mehrere Komitate sandten aus diesem Anlass große Deputationen. Während aber zahlreiche Adlige und Reichstagsmitglieder bei Telekis Begräbnis erschienen, fehlte der katholische Klerus völlig, was ungeachtet der Tatsache, dass der Graf Protestant war, sehr auffiel.
Franz Liszt hatte Teleki die Zweite Ungarische Rhapsodie gewidmet.

## Werke
- A Kegyencz (Der Günstling), Tragödie, Pest 1841
- La Hongrie aux peuples civilisés, 1848; deutsch Leipzig 1849 und englisch London 1849
- Le bon droit de la Hongrie, Paris 1849
- Die russische Intervention nebst diplomatischen Aktenstücken, Hamburg 1849